# Бёэн
Бёэн (нем. Böhen) — община в Германии, в земле Бавария.
Подчиняется административному округу Швабия. Входит в состав района Нижний Алльгой. Население составляет 722 человека (на 31 декабря 2010 года). Занимает площадь 20,53 км².